# Troisième humanité
 (juillet 2014).
Troisième humanité est un roman de Bernard Werber, premier opus du cycle de romans Troisième humanité, publié le 2 octobre 2012.

## Résumé
Charles Wells, un paléontologue très connu, part en excursion avec son assistante et une journaliste explorer le lac Vostok en Antarctique. Là-bas, il fait une découverte pour le moins spectaculaire : il trouve deux squelettes d'humains de dix-sept mètres de haut et un corps de la même taille, parfaitement conservé dans la glace. Il réussit à dater les squelettes au carbone 14 et estime qu'ils ont vécu il y a 8000 ans. Malheureusement, il ne pourra pas faire profiter le monde de sa découverte : ses deux acolytes et lui meurent dans le lac, à cause d'une immense ouverture, qui les aspire comme un siphon d'évier.
Son fils, David Wells, présente à la Sorbonne son mémoire sur l'évolution par le rapetissement tandis que la scientifique Aurore Kammerer est persuadée de l'évolution par la féminisation du monde.
Par un étrange concours de circonstances, ils vont être amenés à travailler avec le colonel Natalia Ovitz et le lieutenant Martin Janicot afin de créer une nouvelle humanité, dix fois plus petite que la nôtre et beaucoup plus résistante, dans le but de déjouer les plans d'attaque nucléaire du dictateur iranien Jaffar.
Alors qu'ils sont sur le point de réussir, une épidémie de grippe mortelle très contagieuse, propagée par le médecin légiste qui s'est occupé des autopsies des membres de l'expédition de Charles Wells, s'abat sur le monde. Cependant, après un an elle s'arrête en raison d'un hiver particulièrement rigoureux. Mais l'Iran en profite alors pour lancer une bombe atomique sur Riyad, la capitale de l'Arabie saoudite. Natalia Ovitz lance alors avec les centaines de micro-humaines fabriquées par Aurore et David la mission Ladies of the Rings pour détruire les missiles nucléaires iraniens. La mission est un succès mais une des micro-humaines est capturée par les Iraniens tandis que Emma 109 doit atterrir en catastrophe à Chypre. 
Se présentant comme une extraterrestre au sein de l'ONU elle est rapidement démasquée par le président Jaffar qui lui amène sa camarade torturée. Réussissant à s'enfuir 109 et sa comparse trouvent refuge dans les égouts de New York. Là elle assistent à la mission héroïque de leurs sœurs qui sauvent le monde d'une catastrophe nucléaire à la centrale de Fukushima. Le livre s'achève sur le plan précis imaginé par 109 pour l'année à venir...

## Noms récurrents dans l’œuvre de Bernard Werber
Le nom de famille Janicot apparaît dans plusieurs œuvres de Bernard Werber.
Le Lieutenant Martin Janicot dans le cycle Troisième Humanité.
Félix Janicot, informaticien et personnage de la nouvelle Là Où naissent les blagues, dans Paradis sur mesure.